# Antonie Lilienfeld-Schulz
Antonie Lilienfeld-Schulz (1876 - 1972), was een Pools kunstverzamelaar van voornamelijk Nederlandse en Vlaamse schilders waaronder beroemde werken van Frans Hals, Gerard Dou, Jan Steen en Salomon van Ruysdael. Zij woonde met haar man in Wenen. Een aantal schilderijen uit haar collectie werden tijdens de Tweede Wereldoorlog geselecteerd voor het nieuw op te richten Führermuseum in Linz. Na de oorlog werden de schilderijen aan haar teruggegeven.

## Biografie
Schulz werd geboren in de Tsjechische Republiek in 1876. Ze trouwde in 1914 met Joseph Leib Leon Lilienfeld, rijke patenthouder van verschillende type cellulose. Ze woonden in Wenen, maar behielden de Poolse nationaliteit.
Leon Lilienfeld was een kunstliefhebber en bezat een significante collectie aan schilderijen. Begin 1938, vlak na de Anschluss van Oostenrijk bij het Derde Rijk verhuisden Schulz en Lilienfeld naar Milaan, onder andere vanwege gezondheidsredenen van Lilienfeld, maar ook omdat het vanwege zijn Joodse afkomst niet meer veilig was in Oostenrijk. Hij overleed op 6 juni 1938 aan een longontsteking en liet Schulz achter als enige erfgename.
Schulz vervolgde haar reis naar Zwitserland en terwijl zij onderweg was nam Emmerich Hunne, haar advocaat, haar zaken waar in Wenen. Schulz overtuigde het Nationaal Socialistische regime dat de kunstcollectie, die nog steeds in Wenen was, haar persoonlijke eigendom zou blijven. In 1939 deed ze een verzoek voor export van de ongeveer 145 schilderijen die ze bezat. Van deze 145 schilderijen werden er acht tegengehouden, omdat ze te waardevol werden geacht om het Derde Rijk te verlaten. Ze werden door de kunsthistoricus Hermann Voss bestemd voor het nieuw op te richten Führermuseum in Linz. Deze acht schilderijen waren Portret van een man van Frans Hals, Vanitas van Gerard Dou, Het duet van Jacob Ochtervelt, Bloemen in een vaas met vlinders van Johan Baptist Drechsler, Rivier Landschap van Salomon van Ruysdael, Een prieel bij een herberg van Jan Steen, Een familiegroep van Hendrik Martenszoon Sorgh en Het interieur van een boerenhut van David Teniers II. Het was de bedoeling Schulz te dwingen tot de verkoop van deze stukken.
In februari 1940 emigreerde Schulz naar Montreal via New York, terwijl Hunne communiceerde met Nationaal Socialistische Dienst over de schilderijen. In 1941 had ze een permanent onderkomen in Winchester, Massachusetts waar ze tot haar dood in 1972 zou blijven. Ze begon zich in deze tijd zorgen te maken over de acht schilderijen die in Wenen waren achtergebleven, maar tot het eind van de oorlog hoorde ze niets meer van Hunne of de acht schilderijen. Dit leidde tot argwaan over Hunne's intentie om haar schilderijen bij haar terug te krijgen en het is onbekend of ze goed contact met hem heeft gehouden.
1945 werden alle acht de schilderijen gevonden. Met veel problemen en moeilijkheden kwamen de Hals en Dou schilderijen aan in de VS in 1948. Daar werden ze opgenomen in het Museum of Fine Arts (MFA) in Boston, waar Schulz ondertussen een goede band mee had opgebouwd. De andere zes schilderijen (behalve de Drechsler) kwamen in 1949 aan in het MFA en het Drechsler schilderij zelf in 1951. In 1948 doneerde Schulz het Dou schilderij aan het MFA. In 1966 werd ook het Hals schilderij aan het MFA geschonken.